# Крамаренко Андрій Іванович
Андрі́й Іва́нович Крамаре́нко (нар. 4 (16) жовтня 1897, Вільшани, Дергачівського району Харківської області — пом. 1 квітня 1976, Одеса) — український драматичний актор і педагог. Народний артист УРСР (1946).

## Життєпис
1921 — закінчив театральну студію в Харкові (в приміщенні колишнього театру «Муссурі»), засновану Іваном Юхименком і Дмитром Грудиною.
1922 — актор Харківського молодіжного драмтеатру «Наш шлях» з етнографічним ухилом під керівництвом Івана Юхименка.
1923—1926 — актор Київського українського театру ім. Шевченка.
1927—1929 — актор Харківського червонозаводського українського драматичного театру.
1929—1930, 1934 —1960   — актор Одеського українського музично-драматичного театру ымены Жовтневої революції.
1930—1940 — викладач Одеського театрального училища.
З 1946 — Народний артист УРСР.

## Ролі в театрі
- Барсенєв («Розлом» Б. Лавреньова)
- Бенедикт («Багато галасу даремно» В. Шекспіра)
- Бублик, Однолюб («Платон Кречет», «Чому посміхалися зорі» О. Корнійчука)
- Генрі («Пурга» Д. Щеглова)
- Глоба («Російські люди» К. Симонова)
- Гнат, Стьопочка («Безталанна», «Житейське море» І. Карпенка-Карого)
- Григорій Ярчук («Соло на флейті» І. Микитенка)
- Достигаєв («Єгор Буличов» М. Горького)
- Карпо Карпович («Не називаючи прізвищ» В. Минка)
- Микитюк («Підземна Галичина» М. Ірчана)
- Павло Протасов («Діти сонця» М. Горького)
- Черевик («Сорочинський ярмарок» М. Старицького)
- Шинкар («Вій» М. Кропивницького)
- Шимель («200 000» за п'єсою «Великий виграш, або 200 000» Шолом-Алейхема)

## Ролі в кіно
- Дід Мороз («Митько Лелюк», 1938, реж. М. Маєвська, О. Маслюков).